# Inferno (system operacyjny)
Inferno – rozproszony system operacyjny zapoczątkowany w Bell Labs, a obecnie rozwijany przez Vita Nuova. Aplikacje dla tego systemu są pisane w języku Limbo. Nazwa systemu oraz niektórych powiązanych programów (m.in. Styx, Limbo) pochodzą z Boskiej komedii.

## Budowa
Inferno powstał w celu przeniesienia pomysłów z Plan 9 na szerszy zakres urządzeń i sieci. Model przedstawiania zasobów w systemie i ich interakcji z aplikacjami został zaczerpnięty w dużej mierze z Plan 9, i opiera się na trzech podstawowych zasadach:
- Zasoby jako pliki: wszystkie zasoby (w tym urządzenia, procesy, sieci, połączenia sieciowe) są reprezentowane w postaci plików wewnątrz hierarchicznego systemu plików;
- Przestrzenie nazw: aplikacje widzą sieć jako pojedynczą, spójną przestrzeń nazw, która przybiera postać hierarchicznego systemu plików, ale może reprezentować fizycznie oddzielone (lokalnie lub zdalnie) zasoby;
- Standardowy protokół komunikacyjny: standardowy protokół jest wykorzystywany do komunikacji oraz zapewnienia dostępu do zasobów, zarówno lokalnych, jak i zdalnych.

Jądro Inferno zawiera między innymi interpreter, kompilator, zarządzanie pamięcią, dyspozytor, sterowniki urządzeń i stosy protokołów.
Aby poradzić sobie z różnorodnością środowisk sieciowych w jakich zamierzano go stosować, projektanci zdecydowali, że maszyna wirtualna jest niezbędnym elementem systemu. Maszyna wirtualna Dis to maszyna rejestrowa zapewniająca zarządzanie pamięcią w sposób efektywny na urządzeniach z zaledwie 1 MB pamięci.

## Historia
| Data          | Wersja              | Komentarz |
| ------------- | ------------------- | --- |
| 1996          | Inferno Beta        | Wydany przez Bell Labs |
| Maj 1997      | Inferno Release 1.0 | |
| Sierpień 1999 | Inferno 2nd Edition | Wydany przez Inferno Business Unit należący do Lucent                                                                         |
| Lipiec 2001   | Inferno 3rd Edition | Wydany przez Vita Nuova |
| 2004          | Inferno 4th Edition | Wydany jako wolne oprogramowanie; zmiany w interfejsach (niekompatybilne z poprzednimi edycjami); dodano wsparcie dla 9P2000. |

## Porty
Inferno może być uruchomiony jako autonomiczny system operacyjny, jako wirtualny system pod postacią aplikacji w istniejącym już systemie, lub w przeglądarce internetowej. Na wszystkich wspieranych platformach prezentowane jest identyczne środowisko dla aplikacji, w związku z czym programy pisane w Limbo są przenośne między platformami. Inferno jako aplikacja działa pod następującymi systemami: FreeBSD, IRIX, Linux, OS X, Windows, Plan 9, Solaris. Inferno w przeglądarce działa przy pomocy wtyczki do Internet Explorera, wtyczka do Netscape nie została ukończona. Była to odpowiedź na ówczesne prognozy dotyczące przyszłego zastąpienia tradycyjnych systemów operacyjnych przez przeglądarki internetowe.
Inferno zostało przeniesione również na Nintendo DS, SheevaPlug, Openmoko oraz Android.

## Licencja
Inferno jest dostępne jako wolne oprogramowanie, lub pod licencją komercyjną. W przypadku wolnej wersji, różne elementy systemu objęte są różnymi licencjami takimi jak GPL, LGPL, Licencja MIT, Lucent Public License. Nabycie licencji komercyjnej zwalnia użytkownika z konieczności przestrzegania warunków wolnych licencji, co zwykle oznacza zwolnienie z wymogu udostępnienia zmian dokonanych w kodzie źródłowym.